# Kantaxantin
A kantaxantin (E161g) egy sárga színű, a karotinoidok közé, azon belül is a xantofillok csoportjába tartozó pigment.

Először gombákban izolálták. Ezen kívül megtalálható még zöldalgákban, tüskésbőrűekben, és különböző, elsősorban tenyésztett halfajtákban. Az USA-ban és az Európai Unióban egyaránt engedélyezett. Napi maximum megengedett mennyiség 80 mg/kg.